# 크산토로이아과
크산토로이아과(xanthorrhoea科, 학명: Xanthorrhoeaceae 크산토로이아케아이[*])는 과거에 인정되었던 과이다. 비짜루목에 속하는 속씨식물과의 하나이다. 식물 과의 일종으로 대부분의 분류학자들에 의해 인정되고 있지만, 포함되는 식물 종의 범위는 매우 다양하다.